# Галицький провулок (Київ)
Га́лицький прову́лок — зниклий провулок, що існував у Подільському районі міста Києва, місцевість Вітряні гори. Пролягав від Запа́динської до Хвойної вулиці.

## Історія
Провулок виник в 1-й половині XX століття під назвою Піщаний. Назву Галицький провулок отримав 1955 року. Ліквідований у зв'язку зі зміною забудови наприкінці 1970-х — на початку 1980-х років.